# Micropsectra calcifontis
Micropsectra calcifontis е насекомо от разред Двукрили (Diptera), семейство Хирономидни (Chironomidae). Съществува ендемично за Люксембург.